# Коктейльный бокал
Коктейльный бокал — представляет собой бокал для вина в виде конической чаши с направленным вниз острием. Хотя бокалы подобной формы часто называют бокалами для мартини, коктейльные бокалы отличаются тем, что зачастую представляют собой небольшие, узкие чаши с закруглёнными или плоскими днищами, в то время как бокалы для мартини, как правило, имеют большие, полностью конические донизу широкие чаши.
Данный тип бокалов в основном используется для розлива и подачи алкогольных коктейлей. Форма бокала обусловлена тем, что подавляющее большинство коктейлей традиционно подаётся охлаждёнными и содержат ароматические элементы. Благодаря своей форме, коктейльный бокал с длинным стеблем позволяет длительно держать его в руках, не влияя на температуру поданного напитка, а наличие широкой воронкообразной чаши максимально приближает нос пьющего к поверхности напитка и позволяет добиться желаемого эффекта, обеспечивая свободный доступ ароматических элементов коктейля.
Стандартный бокал для коктейля имеет объём 130 мл. Тем не менее, доступны и более объёмные бокалы, вместимостью от 180 мл до больших стаканов объёмом 350 мл или более.